# أسعد أفندي الينيوي
أسعد أفندي بن علي بن عثمان الينيوي -أو الينيلي- هو عالم رياضيات ومترجمٌ عثماني، من علماء الرياضيات في القرنين السابع والثامن عشر، ولد في يانيا في بلاد البلقان ثمَّ انتقل إلى إسطنبول وأصبح مدرّسًا في مختلف المدارس، وشغل منصب قاضٍ في نواحي تتبع إلى إسطنبول، من بين أعماله في الرياضيات نجد كتاب “عمل مربع مساوي الدائرة” وقام أسعد أفندي بكتابة هذا الكتاب بناءً على بعض كتب الرياضيات والهندسة العائدة إلى أرخميدس، كما قام بترجمة عدة كتب تتحدَّث عن الفسلفة اليونانية.
توفي سنة 1370 ميلادية.